# Kidalica
Kidalica je mjerni instrument ili stroj za vlačno ispitivanje čvrstoće materijala. Svaka kidalica se sastoji iz:
- uređaja za nametanje opterećenja,
- uređaja za mjerenje sile,
- uređaja za mjerenje deformacije ispitnog materijala,
- uređaja za ispis dijagrama naprezanja F – ΔL.

## Univerzalna kidalica
Univerzalna kidalica osim vlačne čvrstoće može ispitivati i tlačnu čvrstoću, te čvrstoću na odrez i pri savijanju.
Uređaj za nametanje opterećenja ima uljnu sisaljku, koja tlači ulje vodom ispod klipa, koji se nalazi u cilindru. Na taj način se nametne opterećenje potrebno za ispitivanje čvrstoće, koje će podizati pokretni most. Pokretni most i postolje imaju čeljusti za stezanje ispitnog uzorka ili epruvete, koja će se zbog podizanja mosta istezati. 
Uređaj za mjerenje sile se sastoji od cilindra, u koji preko voda iz cilindra dolazi ulje i potiskuje klip. Klip će posredno djelovati na gibanje polužja, te će podizati uteg. On će preko njihala pokretati kazaljku, pa se na skali mogu očitati vrijednosti postignute sile istezanja ispitnog uzorka ili epruvete.
Uređaj za mjerenje deformacije je obično u sklopu uređaja za ispis dijagrama naprezanja F – ΔL (sila–apsolutno produljenje). On se sastoji iz valjka na kojemu je namotan papir (obično milimetarski). Valjak se okreće pomoću uzice koja je namotana na osovinu kazaljke. Da bi uzica bila uvijek zategnuta, na njenom kraju nalazi se uteg. Svaki pomak kazaljke izazvat će isti pomak valjka na kojem će pisaljka zabilježiti promjenu vrijednosti sile po ordinati dijagrama. Promjenu deformacije će pisaljka bilježiti po apscisi horizontalnim gibanjem po vodilici, izazvanim uzicom. Uzica je vezana za pokretni most, te putem kolotura vodi do pisaljke. Stalnu napetost u uzici vrši uteg.
Deformacija ispitnog uzorka ili epruvete, tj. njezino povećavanje početne dužine L0, bilježi se na uređaju za ispis dijagrama naprezanja F – ΔL. Naime, gibanjem mosta prema gore, on za sobom povlači uzicu, a ona pisaljku, te će svaka deformacija epruvete za određenu
vrijednost sile biti zabilježena na papiru omotanom oko valjka. Deformacija se može mjeriti i izravno. Uz pokretni most je pričvršćena skala u milimetrima, a na pokretnom mostu je pričvršćen nonius skala (kao pomično mjerilo), koja omogućuje očitavanje deformacije točnosti do 0,01 mm.
Suvremene kidalice mogu podatke o vrijednostima sile i deformacije dati i digitalno. Podatke o sili i deformaciji obrađuje računalo koje na monitoru ispisuje sliku dijagrama naprezanja. Sliku ispitanog dijagrama možemo putem pisača ispisati na papir.
Uzorak materijala koji se ispituje obradi se na određeni oblik i dimenzije propisane standardima. Tako pripremljene uzorke zovemo epruvetama. Za ispitivanje vlačne čvrstoće koristimo epruvete kružnog, kvadratnog i pravokutnog presjeka.

## Vlačno ispitivanje
Vlačno ispitivanje je postupak ispitivanja mehaničkih svojstava materijala na kidalici, kojim se utvrđuju glavna svojstva koja karakteriziraju mehaničku otpornost materijala, ali i njihovu deformabilnost. Iz materijala koji želimo ispitati izrađuje se uzorak za ispitivanje propisanog oblika i dimenzija, a to je epruveta ili ispitni uzorak. Najčešće je to (ovisno o obliku poluproizvoda ) ispitni uzorak valjkastog oblika, kod kojega su promjer i mjerna duljina u određenom razmjeru. Na kidalici se direktno mjeri čvrstoća materijala σM, produljenje ispitnog uzorka ΔL i suženje poprečnog presjeka uzorka ΔA. Iz rezultata vlačnog ispitivanja mogu se odrediti Youngov modul elastičnosti E, Poissonov omjer υ, granica razvlačenja i rad plastične deformacije.

### Ispitni uzorak ili epruveta
Početna mjerna duljina ispitnog uzorka ili epruvete za kratke proporcionalne epruvete iznosi L0/d0 = 5, a za duge proporcionalne epruvete iznosi L0/d0 = 10, gdje je d0 promjer epruvete. Početna mjerna duljina epruvete za neproporcionalne epruvete ne ovisi o promjeru d0. Epruvete za žice i štapove promjera do 4 mm moraju imati početnu mjernu duljinu L0 = 200 ± 2 mm ili L0 = 100 ± 1 mm. Ispitni uzorci za limove i trake debljine od 0,1 do 3 mm izrezuju se na širinu 12,5 odnosno 20 mm, s početnom mjernom duljinom L0 od 50 do 80 mm i ispitnom duljinom 75 odnosno 120 mm. 
Pored standardnih epruveta za ispitivanje vlačne čvrstoće, služe i tehničke epruvete. To su lanci, čelična užad, cijevi, različiti profili, žica, gotovi strojni dijelovi itd. Te epruvete se posebno ne obrađuju, već se ispitivanje vrši u stanju u kojem se ugrađuju u konstrukciju. Standardne epruvete se izrađuju obilnim hlađenjem da se struktura materijala ne
promijeni, jer ona utječe na čvrstoću. Površina tijela mora biti fino obrađena bez ogrebotina i tragova obradbe, a prijelaz s tijela na glavu epruvete mora biti izveden s propisanim zaobljenjem r.

### Dijagram naprezanja
Relativno produljenje (duljinska ili uzdužna deformacija) štapa ili šipke je produljenje s obzirom na početnu duljinu Lo: 
{\displaystyle \varepsilon ={\frac {\Delta L}{L_{0}}}={\frac {L-L_{0}}{L_{0}}}}
gdje je: ΔL – produljenje epruvete (mm), L0 – početna mjerna duljina epruvete i L – mjerna duljina napregnute epruvete. Oznaka ε vrijedi za relativno produljenje nakon loma (istezljivosti) proporcionalne epruvete s faktorom k = 5,65 (L0/d0 = 5). Kod proporcionalnih epruveta s drugom vrijednosti faktora (npr. k = 11,3) valja uz oznaku dodati tu vrijednost kao indeks (npr. ε11,3). Kod neproporcionalnih epruveta s početnom mjernom duljinom L0 (npr. L0 = 80 mm) treba uz oznaku dodati tu vrijednost početne mjerne duljine (npr. ε80).
Izmjerena sila se koristi za proračun naprezanja σ, na osnovu formule:
{\displaystyle \sigma ={\frac {F_{n}}{A}}}
gdje je: F – mjerena sila i A – ploština presjeka unutar ispitne duljine. Na osnovu toga dobivamo dijagram naprezanja.